# ラ・パルマ・ドーロ国際ピアノコンクール
ラ・パルマ・ドーロ国際ピアノコンクール(CONCORSO PIANISTICO INTERNAZIONALE “LA PALMA D’ORO”)は、イタリアのサン・ベネデット・デル・トロントで行われている国際ピアノコンクール。パルマ・ドーロ国際ピアノコンクール・アロイーズ・ヴェッキアート賞とは関係がない。

## 概要
2017年から始まった新鋭ピアノコンクールである。新型コロナウイルスの流行時を除き、毎年開催されている。
出場年齢は満18歳から満36歳まで。長時間の演奏は必要がなく、予選は15分、セミファイナルは25分、本選は35分で、演奏曲はなんでもよい。このため、パルマ・ドーロ国際ピアノコンクール・アロイーズ・ヴェッキアート賞やアレッサンドロ・カーサグランデ国際ピアノコンクールのように長時間の演奏を強いるものではないため、コンクールの初心者から常連まで揃って参加している。
審査委員長は毎回変更される。

## 優勝者一覧
- 2017年 Vasyl Kotys[1]
- 2018年 Evgeni Starodubtsev[2]
- 2019年 Marcin Wieczorek[3]
- 2021年 Vladislav Khandohi[4]
- 2022年 八木大輔[5]
- 2023年 該当者なし
- 2024年 丸山凪乃[6]